# Johnny Oduya
David Johnny Oduya (Stoccolma, 1º ottobre 1981) è un hockeista su ghiaccio svedese.
Gioca per i Dallas Stars nella National Hockey League.